# Fatwell Kimaiyo
Fatwell Kimaiyo (* 1947) ist ein ehemaliger kenianischer Hürdenläufer.
Bei den Olympischen Spielen 1972 schied er über 400 m Hürden im Vorlauf aus.
1973 gewann er bei den Panafrikanischen Spielen über 110 m Hürden. Im Jahr darauf siegte er bei den British Commonwealth Games 1974 in Christchurch über 110 m Hürden und wurde Vierter über 400 m Hürden.
1978 verteidigte er seinen Titel bei den Afrikaspielen und wurde bei den Commonwealth Games in Edmonton Vierter über 110 m Hürden.

## Bestzeiten
- 110 m Hürden: 13,69 s, 26. Januar 1974, Christchurch
- 400 m Hürden: 49,63 s, 29. Januar 1974, Christchurch